# 歴史問題における謝罪
歴史問題における謝罪（れきしもんだいにおけるしゃざい）は、戦争や紛争による被害、反対勢力への弾圧、奴隷貿易、ジェノサイド（集団虐殺）、人種差別、先住民差別など、過去の政府などがとった政策により与えた損害について、継承国政府・議会、指導者らが、政策による被害者とされる側に、公式あるいは非公式に表明してきた「謝罪」のことである。

## アジア・オセアニア
（日本については関連項目参照）

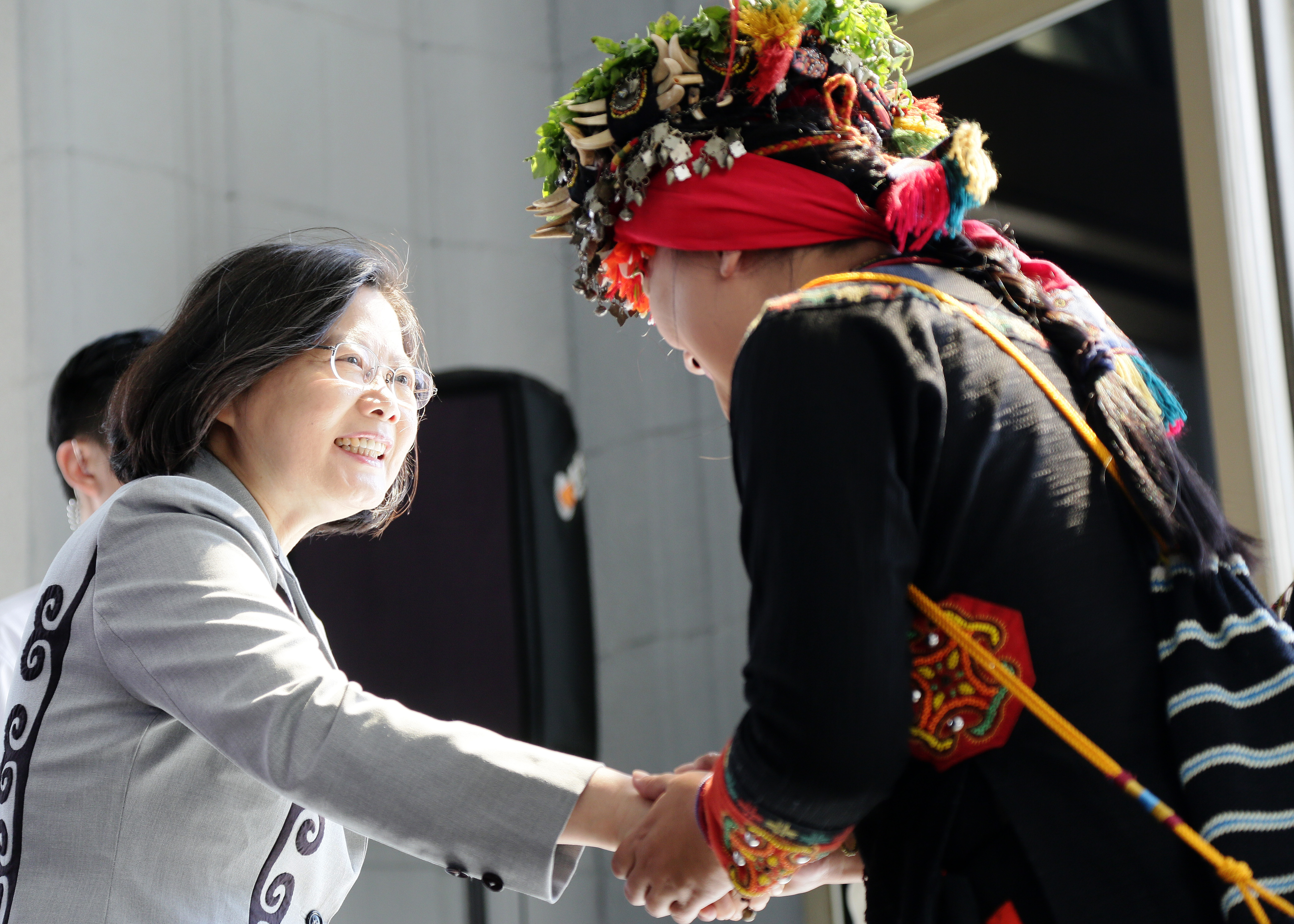
台湾の蔡英文総統は2016年8月1日、先住民の代表を総統府に招き、400年にわたる差別、迫害について謝罪

- 1995年2月28日の「二・二八事件」記念碑落成式で、国家元首として初めて公式に謝罪する台湾の李登輝総統台湾の蔡英文総統は2016年8月1日、先住民の代表を総統府に招き、400年にわたる差別、迫害について謝罪1995年2月28日「二・二八事件」記念碑落成式で台湾の李登輝総統が公式に謝罪を表明。[1]

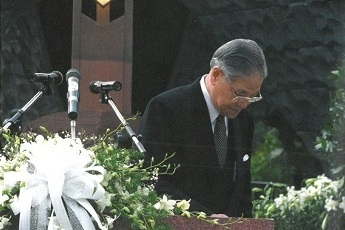
1995年2月28日の「二・二八事件」記念碑落成式で、国家元首として初めて公式に謝罪する台湾の李登輝総統

- 2002年9月17日、第1回日朝首脳会談で、北朝鮮の金正日国防委員長（当時）が、日本人の拉致を初めて認めて謝罪。「一部の盲動分子がやったことだ。今後は、こんなことはないだろう」と語る。
- 2003年10月31日「済州島四・三事件（1948～54年）」韓国の盧武鉉大統領は、事件に関する島民との懇談会で初めて謝罪。

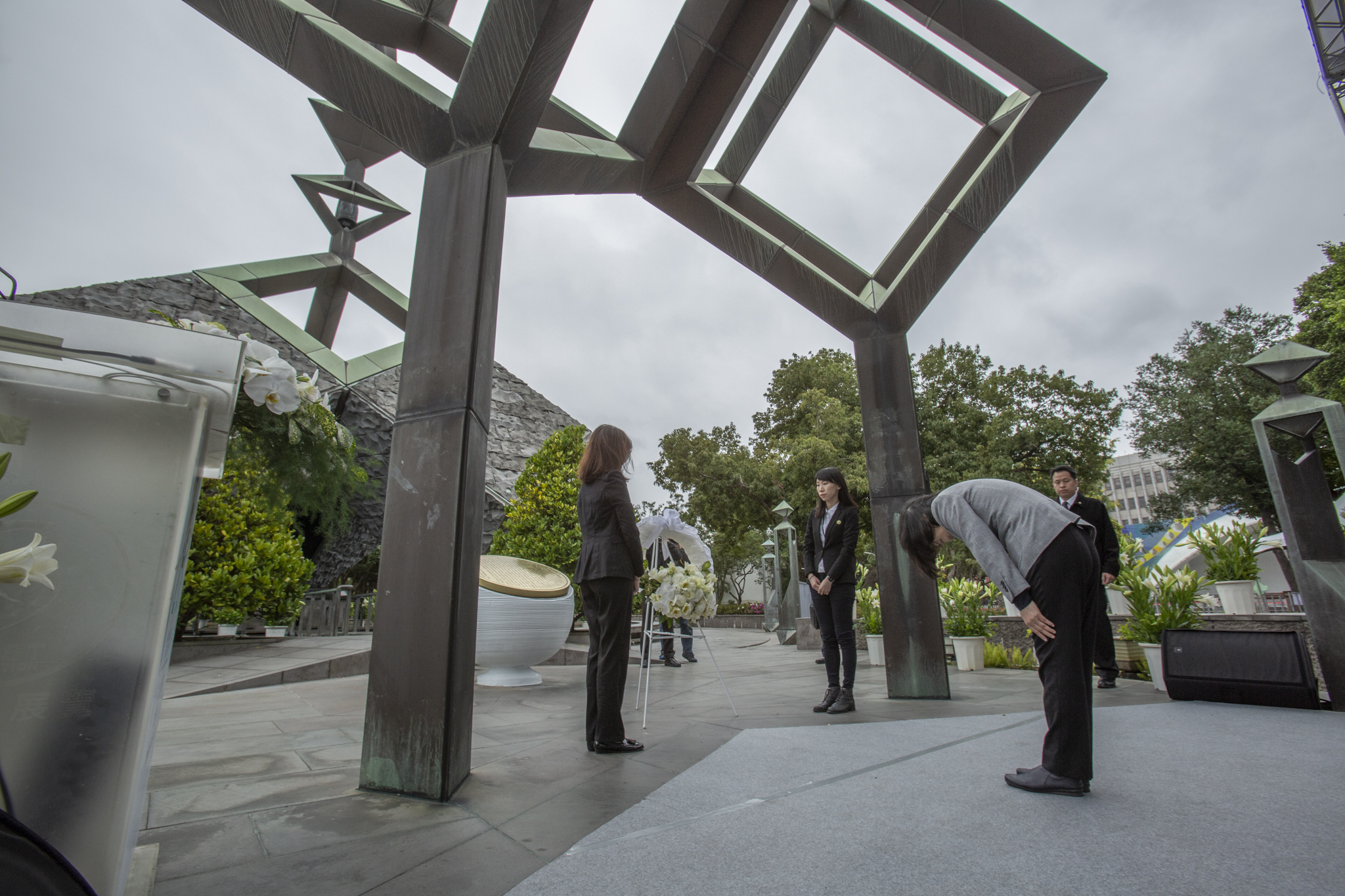
二二八事件72週年を迎え、台北市「二二八和平公園」の「二二八和平記念碑」に献花する台湾の蔡英文総統（2019年2月28日）

- 二二八事件72週年を迎え、台北市「二二八和平公園」の「二二八和平記念碑」に献花する台湾の蔡英文総統（2019年2月28日）2006年4月3日「済州島四・三事件（1948～54年）」韓国の盧武鉉大統領が、四・三事件慰霊祭に韓国大統領として初めて出席。「武力衝突と鎮圧の過程で、国家権力が不法に利用されたことについて、政府は改めて謝罪する」と述べる。[2]
- 2008年2月13日「アボリジニに対する差別的政策」オーストラリアのケビン・ラッド首相が議会で演説、過去の差別的政策について公式に謝罪。[3]
- 2011年11月23日「トルコ国軍によるクルド人大量殺（1万3800人）」トルコのレジェップ・タイイップ・エルドアン首相が初めて公式に謝罪。「国家を代表する謝罪が必要なら私が謝罪する」と発言。[4]
- 2016年8月1日「先住民に対する差別」台湾の蔡英文総統は「400年にわたり皆さんが受けてきた苦痛と不公平な待遇に対し政府を代表して謝罪する」「いずれの政権も武力を使って先住民の既存の権利を強烈に侵害してきた」と謝罪。[5]
- 2018年4月3日「済州島四・三事件（1948～54年）」韓国の文在寅大統領は「国家の暴力によって苦痛を与えたことを改めて深く謝罪する」と演説。[6]
- 2021年2月15日「アボリジニに対する差別的政策」スコット・モリソン首相が議会で「事実を認め、これまでの首相の言葉を繰り返す。申し訳ない」とあらためて謝罪。[7]
- 2021年8月1日「太平洋の島々の出身者への差別」ニュージーランドのジャシンダ・アーダーン首相は、オークランドで開かれた太平洋地域出身者の集会で「政府を代表して本日、正式で無条件の謝罪を行う」と表明。アーダーンは「不公平に標的にした」「夜明けの手入れや無作為の捜査が起きたこと、こうした行為が適切だと見なされてきたことに、政府は悲しみや自責、後悔の念を表明する」と述べる。[8]
- 2021年8月5日「先住民アボリジニに対する同化政策で、親から引き離し」オーストラリア政府は、子供の時に親元から引き離された先住民に賠償する制度の創設を発表。生き残っている被害者に１人当たり賠償金など一時金として計8万2000豪ドル（約660万円）を支払う予定。[9]
- 2025年2月28日「国民党政権が市民を弾圧した二・二八事件」台北市の二二八国家記念館で開かれた式典で頼清徳総統があらためて謝罪し、保存文書の迅速な公開や真相など取り組む姿勢を示す。[10]

## 北米・中南米

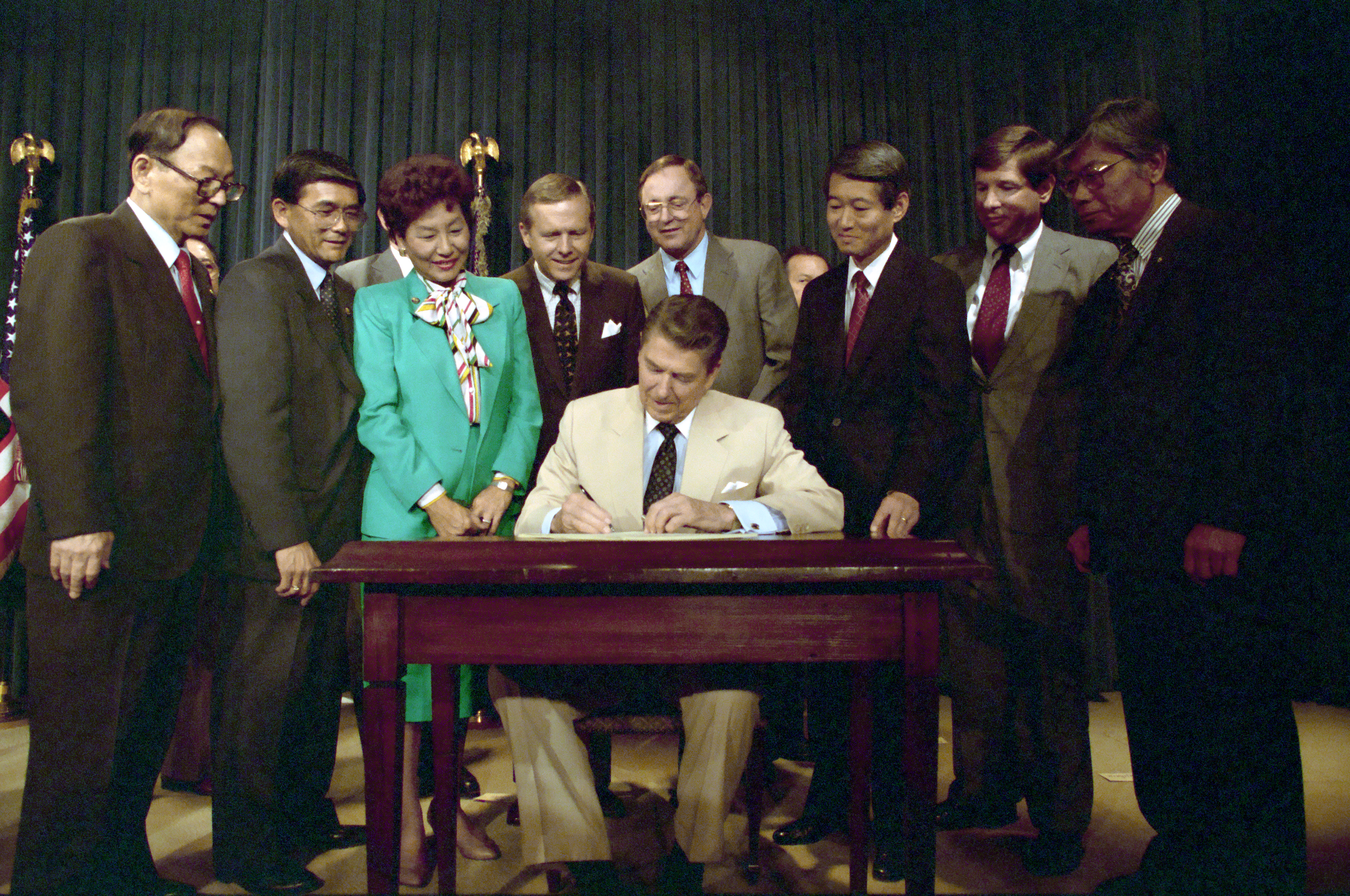
アメリカのロナルド・レーガン大統領は1988年、「市民の自由法」に署名し、日系米人の強制収容について謝罪

- アメリカのロナルド・レーガン大統領は1988年、「市民の自由法」に署名し、日系米人の強制収容について謝罪1988年8月10日「日系米人の強制収容」アメリカのロナルド・レーガン大統領は「市民の自由法」に署名し謝罪。1人当たり2万ドルの損害賠償を行う。
- 1988年9月「第2次世界大戦中の日系カナダ人に対する強制収容」戦時補償問題の合意書が締結され、カナダ政府が謝罪、生存者に損害賠償を行う。
- 1993年「ハワイ王国の武力制圧」ビル・クリントン大統領が「ハワイ王国の転覆とハワイ先住民の自決権はく奪」について謝罪。
- 1997年5月、「タスキギー梅毒実験」。ビル・クリントン大統領は、「国を代表して言うべき時がきた　アメリカ政府がやったことは恥ずべき行為」と謝罪。米国のビル・クリントン大統領は1997年5月16日、生き残ったタスキギー梅毒実験の被験者をホワイトハウスに招き謝罪

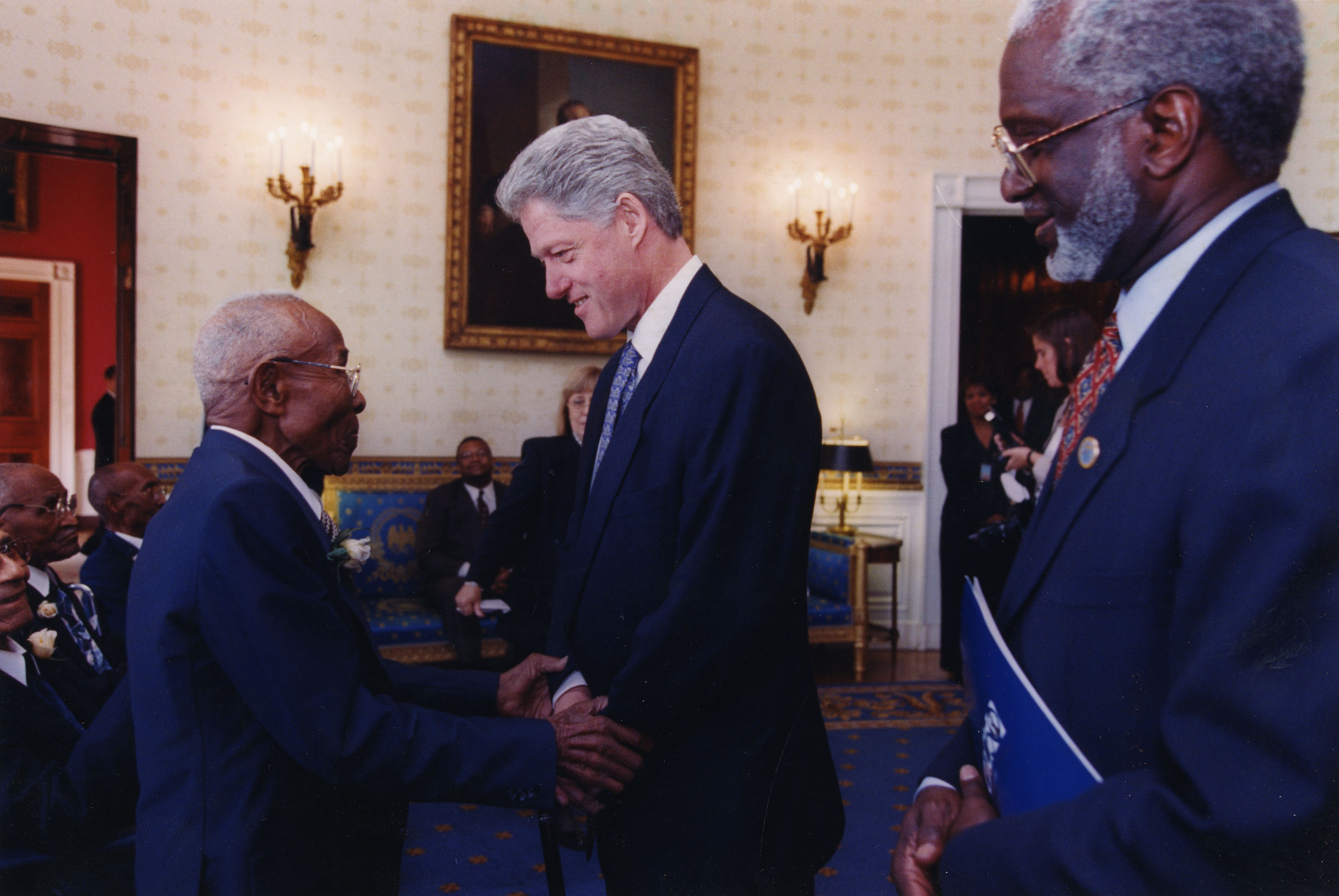
米国のビル・クリントン大統領は1997年5月16日、生き残ったタスキギー梅毒実験の被験者をホワイトハウスに招き謝罪

- 1998年「ルワンダ虐殺」クリントン大統領は、米国が虐殺阻止の行動をとらなかったことを謝罪。
- 2005年4月18日「奴隷制度」ブラジルのルイス・イナシオ・ルーラ・ダ・シルヴァ大統領は、セネガルのゴレ島にある「奴隷館」を訪れ、「16、17、18世紀に起きたことに対する責任は私にはない。しかし私は、黒人に対する仕打ちについて許しを請う」と謝罪。[11]
- 2008年6月11日「カナダの寄宿学校強制入学」スティーヴン・ハーパー首相は、同化政策の一環として先住民15万人を寄宿学校に強制的に入学させたことについて、「先住民の文化、遺産、言語を修復しがたく大きく損なったことを認める」「カナダ史における悲しみの1章」だと謝罪。

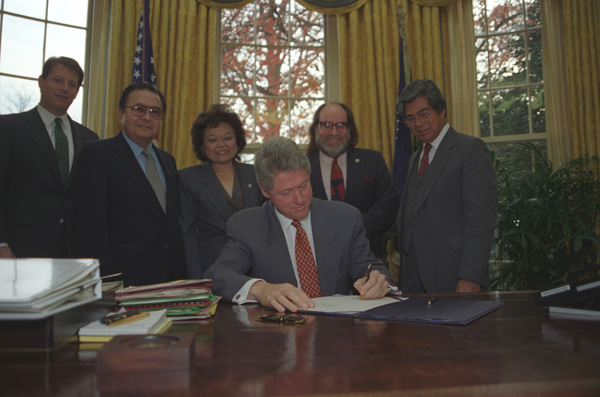
米国のビル・クリントン大統領は1993年11月23日、公法103-150（U.S. Public Law103-150）に署名し、米国を代表してハワイ王国転覆について謝罪

- 米国のビル・クリントン大統領は1993年11月23日、公法103-150（U.S. Public Law103-150）に署名し、米国を代表してハワイ王国転覆について謝罪2008年7月29日「奴隷制と人種差別政策」米下院は奴隷制とアフリカ系米国人に対する人種差別政策について「根本的に不当、残虐、野蛮、非人間的」であったと謝罪する決議を採択。
- 2010年10月「米政府がグアテマラで実施した性病人体実験（1940年代後半）」バラク・オバマ大統領がグアテマラのアルバロ・コロン大統領に電話で謝罪。
- 2011年6月14日「第2次大戦中に日本人移民数千人を無作為に逮捕して米国の強制収容所に送還」ペルーのアラン・ガルシア大統領が「無法者たちはあなたがたの家や会社を略奪し、財産をわが物にした。本日、ペルーの大統領として、日系人の人権と尊厳を踏みにじったゆゆしき事実について謝罪する」と述べた。[12]
- 2011年10月6日「中国人排斥法（19世紀末～20世紀初）」米上院、中国人を差別する法律に対して謝罪する法案を全会一致で可決。
- 2012年5月7日「カナダ連邦政府が第二次世界大戦中に2万2000人の日系カナダ人を強制収容」カナダのブリティッシュコロンビア州政府が公式に謝罪を表明。同州政府のヤマモト・ナオミ高等教育大臣が州議会に謝罪を含む動議を提出し、満場一致で可決された。州議会議長は「日系カナダ人に対して差別的な扱いをしたことを大変遺憾に思っている」と謝罪を表明。[13]米国のバラク・オバマ大統領は2010年10月1日、グアテマラのアルバロ・コロン大統領と電話で会談し、1940年代に米政府がグアテマラで実施した性病人体実験について謝罪。

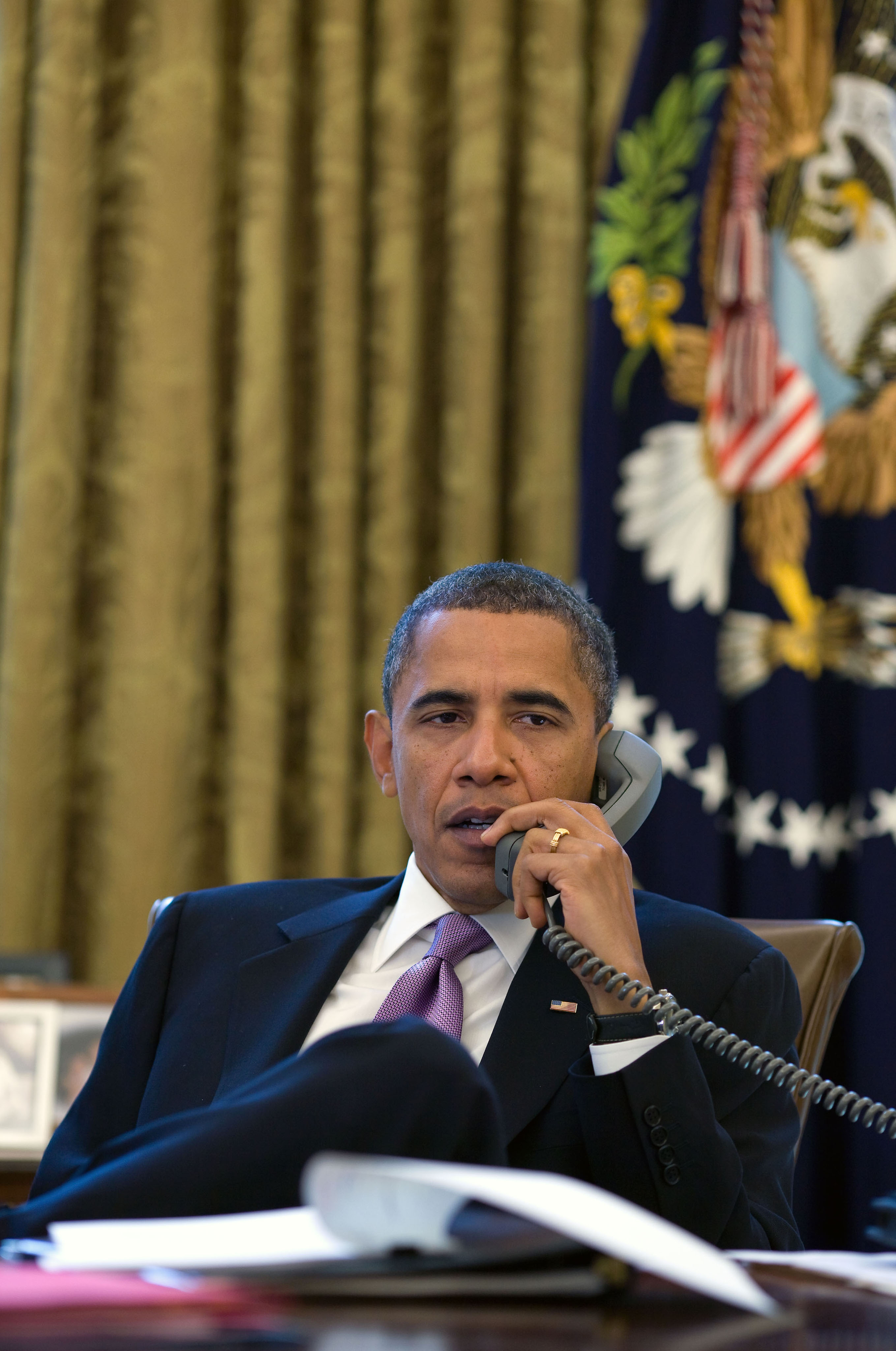
米国のバラク・オバマ大統領は2010年10月1日、グアテマラのアルバロ・コロン大統領と電話で会談し、1940年代に米政府がグアテマラで実施した性病人体実験について謝罪。

- 2012年6月18日「中国人排斥法（19世紀末～20世紀初）」米下院、中国人を差別する法律に対して謝罪する法案を全会一致で可決。
- 2013年10月10日「第二次世界大戦中や戦後に起きた日系ブラジル人への迫害」ブラジル軍事政権下での人道犯罪を調べるジルマ・ルセフ政権の「真実委員会」が謝罪、同委員会専属のロサ・カルドソ弁護士は「ブラジル国民を代表して謝罪するだけでなく、許しを請いたい。（迫害の）背景には人種差別があった」と語った。
- 2016年5月18日「インド人を乗せた『駒形丸』入国拒否事件」カナダのジャスティン・トルドー首相が、「カナダ政府を代表し駒形丸事件を謝罪する。100年以上前のことだが、ひどい不正が行われた」「乗客が経験した痛みや苦しみはどんな言葉をかけても消えることはない」と謝罪。[14]
- 2019年6月18日「ゴールドラッシュでの先住民虐殺」アメリカ・カリフォルニア州のギャビン・ニューサム知事が、「カリフォルニアは暗い歴史を清算しなければならない」と先住民のリーダーに謝罪。迫害の実態を調べる委員会を立ち上げ、報告することを明言する。[15]
- 2000年9月8日「アメリカ先住民に対する強制移住と同化政策」インディアン管理局（Bureau of Indian Affairs、BIA）の副局長ケビン・ガバーが謝罪。
- 2021年2月19日「日系アメリカ人強制収容」ジョー・バイデン大統領は声明で、過去の米政府による公式謝罪を改めて確認し、「米国史で最も恥ずべき時期の一つだった」と指摘。[16]
- 2021年5月4日「先住民マヤ人に対する迫害」メキシコのアンドレアス・マヌエル・ロペス・オブラドール大統領は、「3世紀にわたる植民地時代と2世紀にわたるメキシコの歴史において、個人や国家、外国政府がマヤ人に行ってきたひどい虐待を心から謝罪する」と述べる。[17]
- 2021年5月17日「トレオンの虐殺（1911年）」ロペス・オブラドール大統領は、北部トレオンで中国人300人以上が反政府の革命軍によって殺害された事件について、中国側に公式に謝罪。[18]
- 2022年4月16日「中国人排斥事件」（1880年）」米コロラド州デンバー市のマイケル・ハンコック市長が公告に署名し謝罪。これにより、デンバー市は、米国で中国人排斥の歴史について謝罪した5番目の都市、カリフォルニア州以外では最初の都市となる。[19]
- 2022年2月19日「日系アメリカ人強制収容」ジョー・バイデン大統領は声明を発表し、米政府として改めて謝罪。同じ過ちを繰り返さないとして日本語を用いて「二度とないように」と誓う。[20]
- 2024年2月19日「日系アメリカ人強制収容」ジョー・バイデン大統領は声明を発表し、「恥ずべきことだ。家族を離れ離れにし、尊厳を奪った」と改めて謝罪。、ローマ字で「Nidoto　Nai　Yoni（二度とないように）」と誓う。[21]
- 2024年7月25日「第2次大戦後の日本人移民らの迫害」ブラジル政府の諮問機関である恩赦委員会は、独裁政権下で起きた一連の行為を人権侵害と認めて初めて謝罪。エネア・アルメイダ委員長は「ブラジル国家を代表し、あなたたちの祖先が受けた迫害や残虐行為、人種差別について謝罪したい」と述べた。[22]
- 2024年10月25日「150年間にわたる先住民寄宿学校への強制入学」バイデン米大統領は、アリゾナ州の先住民居留地を訪問し、先住民を寄宿学校に強制的に入学させていたことを初めて正式に謝罪。「米国史の汚点だ。弁解の余地はない」と述べる。少なくとも約1万8000人が通い、病気や栄養失調などで970人以上が亡くなった。[23]
- 2025年3月18日「日系移民の迫害」ブラジルのルラ大統領は、日本メディアを対象としたインタビューで、「私も（謝罪の気持ちを）持っている。我々にできる最低限のことは、間違いを認めること」と語る。

## ヨーロッパ

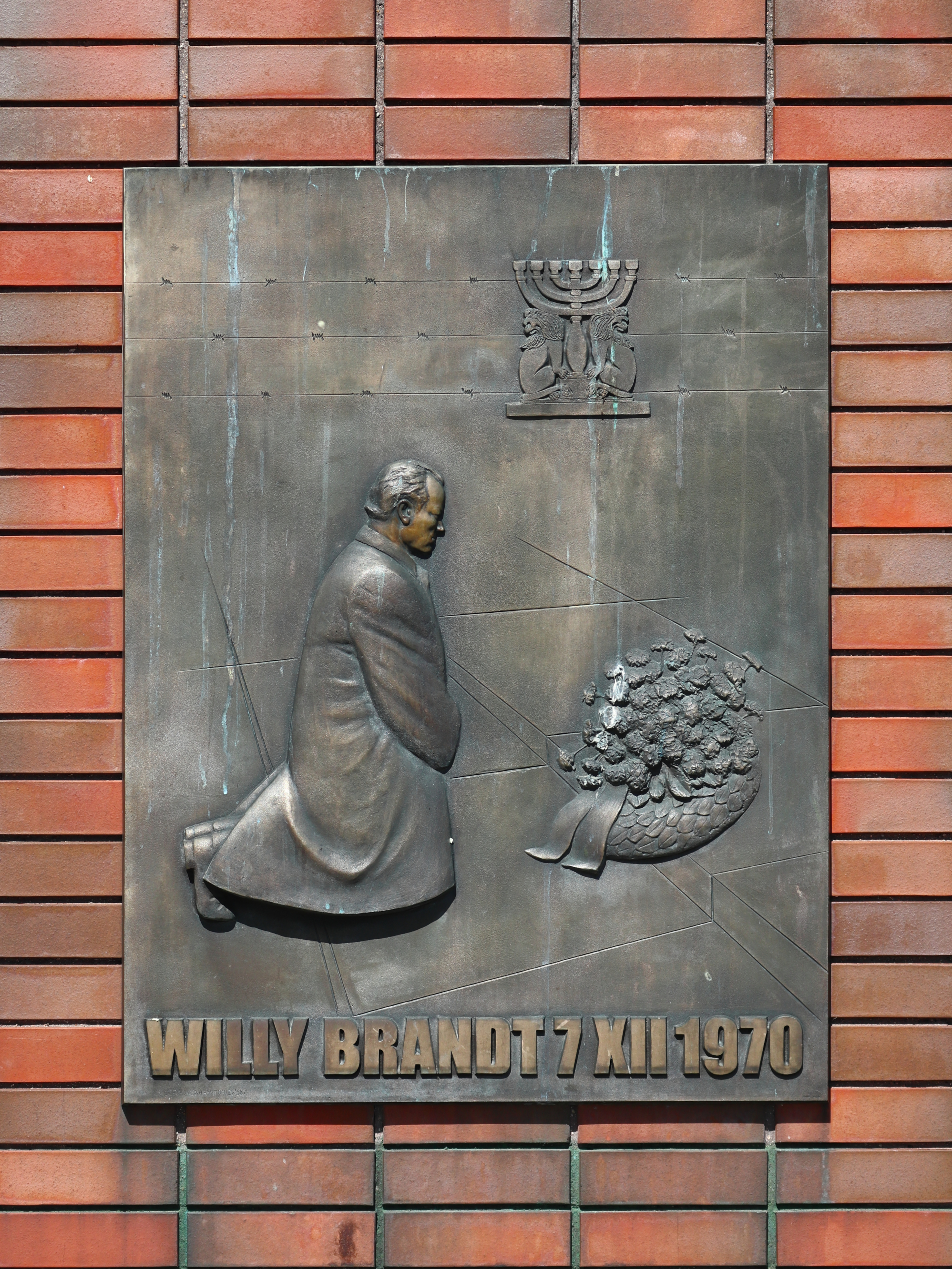
ワルシャワ・ゲットー蜂起を記念するゲットー英雄記念碑の前で両膝をついて跪き、黙祷するドイツ連邦共和国首相のヴィリー・ブラント。ポーランドの首都ワルシャワ「ヴィリー・ブラント広場」にあるモニュメントのレリーフ拡大写真

- ワルシャワ・ゲットー蜂起を記念するゲットー英雄記念碑の前で両膝をついて跪き、黙祷するドイツ連邦共和国首相のヴィリー・ブラント。ポーランドの首都ワルシャワ「ヴィリー・ブラント広場」にあるモニュメントのレリーフ拡大写真1995年10月「シベリア抑留」ロシアのボリス・エリツィン大統領が日本を公式訪問した際、「非人間的な行為」として謝罪[24]。
- 1997年「ジャガイモ飢饉」イギリスのトニー・ブレア首相が追悼集会で、当時のイギリス政府の責任を認め、謝罪の手紙を読み上げる。
- 2004年「ヘレロ・ナマクア虐殺」ドイツの経済協力・開発大臣が追悼と謝罪の意を表す。
- 2005年「インドネシアに対する植民地支配と独立軍への攻撃」オランダのベン・ボット外相がインドネシア外務省を訪れ謝罪。「オランダの行動によってあなたがたの多くの人々が犠牲となった。私はここにオランダ政府を代表して、こうした苦しみに対して深い遺憾の意を表明する」「植民地時代と特にその最後の段階で、インドネシア国民の利益と尊厳を傷つけたことをオランダ国民は認めなければならない」と述べる。
- 2008年8月30日「リビアへの植民地支配」イタリアのシルヴィオ・ベルルスコーニ首相は、リビア北東の都市ベンガジで同国の最高指導者ムアンマル・アル＝カッザーフィー大佐と会談し、過去の植民地支配による損害について謝罪するとともに、補償としてインフラ整備に25年間で合計50億ドル（約5400億円）を投資することを盛り込んだ友好協定を締結[25][26]。
- 2010年6月15日「血の日曜日事件(1972年)」イギリスのデーヴィッド・キャメロン首相は北アイルランドにおける公民権デモに対するイギリス陸軍落下傘連隊の発砲により13人が死亡[注釈 1]し、15人が負傷したことについて「正当化できない」と述べ、英政府として正式に謝罪[27][28]。
- 2011年12月「ジャワ島ラワジェデ村の大量虐殺（1947年12月）」現地でインドネシア駐在オランダ大使が謝罪。[29]
- 2013年6月6日「ケニア独立前の反英闘争（1952～63年）弾圧」英政府が5200人超のケニア人らに計1990万ポンド（約30億円）を支払い、ヘイグ英外相が、「ケニア人が植民地の行政当局の手により拷問などを受けたことを英政府は認める」「このような事態が起きたことを英政府は心から残念に思う」と謝罪。
- 2013年9月「インドネシア独立戦争時の虐殺事件（1946年12月～47年2月）」インドネシア駐在オランダ大使が「政府を代表して行き過ぎた行為に謝罪をしたい」と述べる。事件被害者の妻10人に1人当たり2万ユーロを賠償。
- 2018年9月16日「旧植民地アルジェリア独立派の拷問」フランスのエマニュエル・マクロン大統領は、仏政府が拷問を容認していたと認め、当時死亡した独立運動家（当時25歳）の妻に謝罪。[30]
- 2019年4月4日「アフリカ植民地から子ども連れ去り」ベルギーのシャルル・ミシェル首相は、ベルギー人男性と現地人女性との間に生まれた子どもを強制的にベルギーに連れ帰ったことについて、人権侵害だったと認め謝罪。[31]
- 2020年3月10日「インドネシア独立戦争時の虐殺事件（1946年12月～47年2月）」インドネシアを訪問したオランダのウィレム＝アレクサンダー国王が、オランダ軍による虐殺事件について謝罪。[32]
- 2021年5月28日「独領南西アフリカ（現ナミビア）での集団虐殺（20世紀初頭）」ドイツ政府が正式に謝罪。11億ユーロの復興・開発支援金を拠出すると表明。道義的な責任であることを強調し、法的な賠償は否定。[33]
- 2021年9月20日「アルジェリア戦争でフランス側に協力したアルジェリア人兵士・アルキを冷遇」マクロン大統領は、アルキとその親族ら約300人を招いてエリゼ宮殿で式典を開き感謝を表明。「私は許しを乞う。われわれは忘れない」と述べる。[34]
- 2021年10月16日「パリで起きたアルジェリア系移民の弾圧（1961年10月17日」マクロン大統領が、現職大統領で初めて慰霊祭に参加するものの謝罪はせず。大統領府は「許されない犯罪」との声明を発表。[35]
- 2021年「未婚の母を収容し、埋葬記録のないまま汚水槽に乳児800人を遺棄」。アイルランド政府と、1925～61年に施設を運営していたボン・セクール修道女会が謝罪し、補償制度を発表。
- 2022年2月17日「インドネシア独立戦争（1945～49年）における過度の暴力」オランダのルッテ首相は、オランダ軍が拷問などを「頻繁かつ広範囲」に行っていたとの調査結果を受け謝罪。「オランダ政府を代表してインドネシアに深く謝罪する」と述べる。
- 2022年3月8日「魔女狩り」スコットランド自治政府のスタージョン首相が、「私は恐ろしい歴史的な不正義を認め、処刑された全ての故人に謝罪します」「動機の一部にはミソジニー（女性嫌悪）があった」と議会で演説。[36]
- 2022年3月9日「先住民イヌイットの移住」デンマークのメッテ・フレデリクセン首相は、70年以上前に親から引き離されてグリーンランドからデンマークに連れて来られた6人の先住民イヌイットと首都コペンハーゲンで面会し、「あなた方が受けたことは恐るべきことだった。非人道的で不公正、冷酷だった」と謝罪。6人は、人権侵害でそれぞれ25万デンマーク・クローネ（約430万円）の賠償金を受け取った。[37]
- 2022年6月20日「パトリス・ルムンバ元首相の殺害」ベルギー政府は、アフリカの旧植民地コンゴ民主共和国の独立の英雄パトリス・ルムンバ元首相のものとされる歯の一部を親族に返還し、その殺害に関して道義的責任を認めて謝罪。遺体の大部分は硫酸で溶かされたが、歯の一部がベルギー人警察官の家庭で保管されていることが判明していた[38]
- 2022年12月19日「奴隷貿易で果たした役割」オランダのマルク・ルッテ首相は「人道に対する罪だと明確な言葉で非難する」「オランダは、奴隷にされた人々やその子孫の計り知れない苦しみに責任を負っている。政府を代表して国家の過去の行為を謝罪する」と語る。[39]
- 2023年7月1日「奴隷制」オランダのウィレムアレクサンダー国王が、アムステルダムで開かれた奴隷制廃止の記念式典で演説し、謝罪。
- 2023年11月1日「マジ・マジ反乱（19055～07年）弾圧時に20万～30万人の先住民を虐殺」ドイツのフランクワルター・シュタインマイヤー大統領は訪問先のタンザニアで、独軍による虐殺を「恥」だと明言し、「ドイツ人があなた方の祖先にしたことに許しを請いたい」「ここで起きたことは、われわれが共有する歴史だ」「われわれドイツ人は、あなた方が心を休めることのできない未解決の答えを共に探していくことを約束したい」と述べる。[40]
- 2024年11月12日「少数民族に対する強制的な同化政策」ノルウェー議会は、サーミ人、フォレスト・フィン人、クヴェン人に対して強制的な同化政策を謝罪する。[41]

## ホロコースト・ポグロム関連

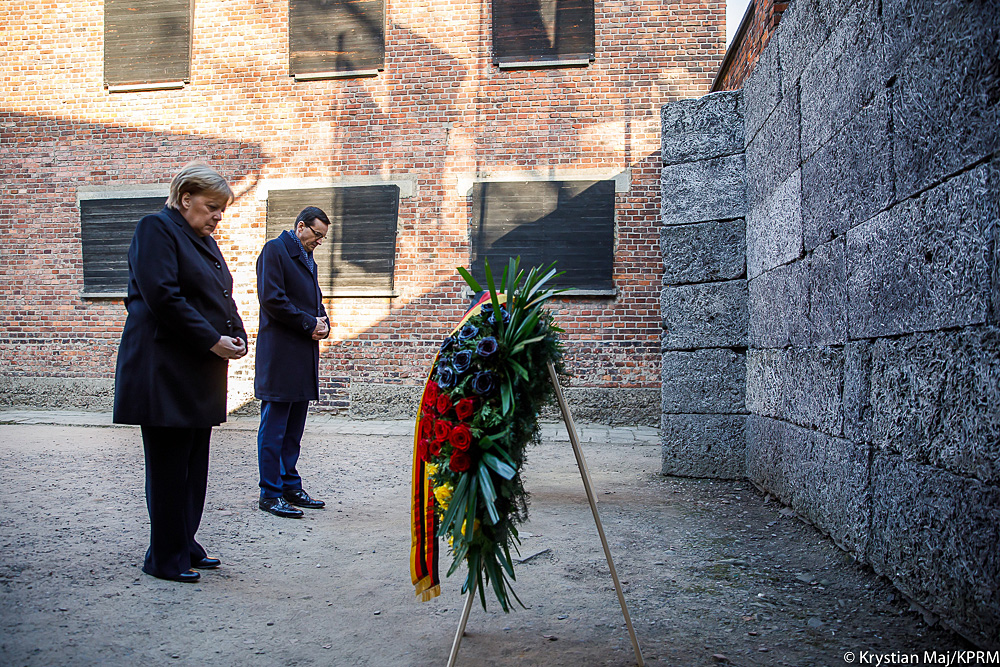
ドイツのメルケル首相は2019年12月6日、アウシュヴィッツ＝ビルケナウ強制収容所跡を初めて訪れ、「虐殺を行ったのはドイツ人だった。この責任に終わりはない」と謝罪

- ドイツのメルケル首相は2019年12月6日、アウシュヴィッツ＝ビルケナウ強制収容所跡を初めて訪れ、「虐殺を行ったのはドイツ人だった。この責任に終わりはない」と謝罪1970年12月7日「ホロコーストの加害責任」西ドイツ（当時）のヴィリー・ブラント首相が、ポーランド人民共和国（当時）のユダヤ人慰霊碑前でひざまずいて謝罪。
- 2001年7月10日「イェドヴァブネ事件（1941年）」ポーランドのアレクサンデル・クファシニェフスキ大統領は、イェドヴァブネで行なわれた追悼式典で演説し、公式に謝罪。[42]
- 2008年3月18日「ホロコースト」ドイツのアンゲラ・メルケル首相はイスラエル国会で演説し、「ドイツの名で行われた600万人の虐殺を、国民全体が恥じている。犠牲者、生存者に対し私も頭を下げる」と述べ謝罪。[43]
- 2012年9月9日「ユダヤ人迫害」ベルギーのエリオ・ディルポ首相は、「当時のベルギーは最も忌むべき犯罪に加担した」「痛惜と遺憾の意を表したい」と謝罪。
- 2015年6月9日「ユダヤ人迫害」ルクセンブルクのグザヴィエ・ベッテル首相は「ルクセンブルクがユダヤ人にもたらした苦難と不当な扱いについて謝罪する」との声明に署名。[44]
- 2018年5月10日「ユダヤ人亡命拒否」カナダのジャスティン・トルドー首相は、ナチス・ドイツからの亡命を希望するユダヤ人の受け入れを拒否したことについて謝罪する意向を表明。[45]
- 2019年12月6日「ホロコースト」ドイツのメルケル首相は、アウシュヴィッツ＝ビルケナウ強制収容所跡を初めて訪れ、「虐殺を行ったのはドイツ人だった。この責任に終わりはない」と謝罪。[46]
- 2020年1月26日「ユダヤ人迫害」オランダのマルク・ルッテ首相はナチスからユダヤ人を守らなかったとして、同国首相として初めて謝罪。[47]

## 地方自治体・組織・団体・個人による謝罪
- 1998年12月29日「カンボジア大虐殺」ポル・ポト派のキュー・サムファン幹部会議長とヌオン・チア元人民代表議会が記者会見で初めて謝罪。
- 1999年「奴隷貿易」英・リバプール市議会が公式に謝罪を表明。
- 2000年「十字軍の侵攻」ローマ法王ヨハネ・パウロ二世が謝罪。
- 2006年2月「奴隷貿易」イングランド国教会が奴隷使用を謝罪。
- 2009年8月22日「ベトナム戦争ソンミ村虐殺事件」部隊を率いたウィリアム・カリー元米海兵隊中尉が犠牲者と家族らに謝罪。
- 2009年5月5日「平頂山事件」相原久美子参院議員が事件の生存者に、「個人として、日本国民から選ばれた国会議員として、心から謝罪する」と書かれた謝罪状を手渡す。書状には衆院議員10人と参院議員14人が署名。[48]
- 2013年10月7日「文化大革命での迫害」造反組織「紅衛兵」の元リーダーで、陳毅元副首相の息子である陳小魯氏ら15人が、当時つるし上げた北京第八中学の教師8人に謝罪。陳氏は「私はあなたたちを傷つけた元学生を代表して真摯に謝りたい」と発言。[49]
- 2015年7月9日「南米を植民地化したカトリック教徒が先住民に対して行った犯罪」ローマ・カトリック教会のフランシスコ法王が先住民の代表団らに向かって謝罪。「神の名の下に先住民に対し、たくさんの深刻な罪が犯された」「アメリカ大陸征服の際、先住民に行われた犯罪行為について謙虚に謝罪したい」と発言。
- 2016年6月26日「同性愛者に対する差別」ローマ・カトリック教会のフランシスコ法王は、「われわれキリスト教徒には、謝らねばならないことがたくさんある。今回のこと（同性愛者の待遇）に限らないが、私たちは許しを乞わなければならない。謝罪するだけでなく許しを」と発言。[50]
- 2016年9月1日「黒人奴隷の取引」米名門私大ジョージタウン大運営母体のイエズス会が大学運営資金を補うため奴隷取引にかかわった過去を認め謝罪。被害者約300人の子孫らに入学で便宜を図るなど和解策を実施すると表明。また記念碑を建設、当時の学長の名を付けた建物2棟の名称を変更する。[51]
- 2016年12月2日「韓国軍による430人虐殺事件」（1966年12月）韓国人団体が、ベトナム・クアンガイ省の追悼式で謝罪。[52]
- 2017年4月18日「奴隷制度への加担」ジョージタウン大学が、宗教的式典「記憶と悔恨と希望の式典」で謝罪。[53]
- 2019年6月2日「カトリック教会の少数民族ロマ差別」ルーマニア訪問中のローマ法王フランシスコ1世がロマと面会、「私たちが長年にわたり皆さんを差別したり、不当に扱ったり、疑いの目を向けたりしたこと」を謝罪。「教会と主の御名において、許しを求めます。皆さんに許しを乞います」と述べる。[54]
- 2020年6月18日「奴隷船の保険」英ロイズ保険組合は奴隷貿易で保険市場が担った「恥ずべき」役割について謝罪し、黒人や少数民族を支援する慈善団体に資金を提供すると表明。[55]
- 2020年7月14日「奴隷制」米ノースカロライナ州アシュビル市議会は、奴隷制度に関与したことを謝罪。奴隷の子孫である黒人住民に補償を行うとする決議を全会一致で可決。[56]
- 2020年7月29日「アフリカ人男性をサル舎で見せ物に」（1906年）米ニューヨーク市のブロンクス動物園を運営する団体WCSが、中部アフリカ出身の男性を動物園のサル舎のおりの中に閉じ込めて見せ物にしていたとして公式に謝罪。[57]
- 2021年5月31日、「タルサ人種虐殺」米オクラホマ州タルサ市長が市政を代表して、フェイスブックに謝罪文を投稿。「タルサの市長として私は、1921年にこの市の政府が地域住民を守らなかったことを謝罪します。人種虐殺の後に被害者にきちんと対応しなかったことも謝罪します」と記す。[58]
- 2021年6月17日「人種差別」米ジョージア州アトランタのエモリー大学医学校は、60年あまり前、人種を理由に入学を許可しなかった男性に謝罪。[59]
- 2021年7月2日「奴隷貿易」オランダ・アムステルダムのハルセマ市長は、市が「積極的に関与した」と謝罪。[60]
- 2021年11月11日「アパルトヘイト政策」南アフリカのフレデリック・ウィレム・デクラーク元大統領の財団が、本人による「遺言」の動画をウェブサイトに公開。デクラークは、「1980年代初頭から考えが完全に変わった」「心の底からアパルトヘイトが誤りだと悟った」「南アの黒人やインド人らにもたらした苦痛、侮辱、損害について無条件で謝罪する」と述べた。[61]
- 2022年「日系住民に対する差別の歴史」カナダのブリティッシュコロンビア州政府は、差別的な扱いを謝罪するとともに、被害者に補償することを決定。
- 2022年4月1日「カナダのカトリック教会などが運営した寄宿学校跡から大量の子どもの遺骨や墓が見つかった問題」ローマ教皇フランシスコは、バチカンを訪れた先住民の代表団に謝罪。「カトリックのメンバーがしたことに悲しみと恥を感じる。神の許しを求める。心から申し訳ない」と述べた。[62]
- 2022年7月25日「カナダのカトリック教会などが運営した寄宿学校跡から大量の子どもの遺骨や墓が見つかった問題」カナダを訪問したローマ教皇フランシスコは、アルバータ州の元先住民寄宿学校を訪れ、「先住民に対し、非常に多くのキリスト教徒が行った悪行について謙虚に許しを請う」「寄宿学校制度を含む同化政策が、この地の人々にいかに壊滅的な影響を与えたかを記憶する必要がある」と謝罪。[63]
- 2023年2月28日「二・二八事件」台北市が「二二八和平紀念公園」で式典を開き、事件を主導した蔣介石のひ孫、蔣万安・台北市長が「市長として心からの謝罪」を表明。[64]
- 2023年5月6日「アイヌ民族の遺骨を所有保管したこと」オーストラリア・メルボルン博物館は、日本から訪れたアイヌ団体代表らに遺骨4体を返還。同博物館のティモシー・グッドウィン理事は「皆さんの先祖が長年味わった屈辱に遺憾の意を表し、皆さんの苦痛に心よりおわびする」と謝罪。[65]
- 2025年6月11日「中国系住民に対する差別の歴史」カナダのブリティッシュコロンビア州バーナビー市は、11月15日に正式に謝罪することを決定したと発表。また、公共の場で中国系カナダ人の歴史と文化の知名度を高め、中国系住民の文化と歴史を保存・共有する活動を促進するほか、障壁を解消する。
- 2025年7月14日「研究目的でアイヌ民族の遺骨を盗掘」東京大学が初めて謝罪し、遺骨を小樽市の「インカルシペの会」に返還。同大学の担当者は「遺骨の研究や収集がアイヌ民族の方々の意向に沿わない形で行われ、尊厳を傷つけたことを申し訳なく思い、深くおわびする」と述べる。[66]

## 遺憾の意
- 1990年4月13日「カティンの森事件」ソ連は、ヨシフ・スターリンの犯罪の一つであるとして深い遺憾の念を示す。
- 1998年12月「ベトナム戦争における民間人虐殺」韓国の金大中大統領は、チャン・ドゥック・ルオン主席との首脳会談で、「両国が不幸を経験した時期があった」と述べる。[67]
- 2001年「ベトナム戦争における民間人虐殺」韓国の金大中大統領は「不本意ながらベトナム国民に苦痛を与えて申し訳なく思っている」と語る。[67]
- 2004年「ベトナム戦争における民間人虐殺」韓国の盧武鉉大統領がベトナムを訪問、「韓国国民には（ベトナム国民に対し）心の借りがある」と述べる。[67]
- 2006年11月27日「奴隷貿易」 イギリスのブレア首相は黒人系紙ニュー・ネーションへの寄稿で「深い悲しみ」との表現で遺憾の意を表明。[68]
- 2013年2月20日「アムリットサル事件」インドのパンジャブ州アムリトサルを訪問したキャメロン英首相は「深く恥じるべき出来事だ」と述べ遺憾の意を表す。[69]
- 2018年3月23日「ベトナム戦争における民間人虐殺」韓国の文在寅大統領は、ベトナムのチャン・ダイ・クアン国家主席との首脳会談で、「我々の心に残っている両国間の不幸な歴史について遺憾の意を表する」と表明。[67]
- 2020年6月30日「コンゴ植民地支配」ベルギーのフィリップ国王は、コンゴ民主共和国のフェリックス・チセケディ大統領に書簡を送り深い悔恨の念を表明。[70]
- 2021年5月27日「ルワンダ虐殺」フランスのマクロン大統領はルワンダで演説し、「フランスはルワンダで政治的責任を負う。歴史を直視し、ルワンダの人たちに与えた苦しみを認めねばならない」と発言。フランスの責任を認めるも、謝罪はせず。[71]
- 2021年10月16日「1961年10月のアルジェリア人弾圧」フランスのエマニュエル・マクロン大統領が、現職大統領で初めてセーヌ河畔の橋で行われた慰霊祭に参加するも謝罪せず。かわって大統領府が「許されない犯罪」との声明を出す。[72]
- 2022年3月23日「奴隷貿易」イギリスのウィリアム王子は、ジャマイカで開かれた公式晩餐会のスピーチで、奴隷貿易にイギリス王室が関わったことに対して「深い悲しみ」を表明。「奴隷制度は忌まわしいものであり、決して起きてはならないことでした」「父は奴隷制という恐ろしい残虐行為が我々の歴史を永遠に汚していると言いました。私も完全に同意します」と述べる。[73]
- 2022年6月8日「コンゴ植民地支配」ベルギーのフィリップ国王がコンゴ民主共和国を訪れ、首都キンシャサでの演説で「深い遺憾」の意を示す。演説で「正当化できない不平等な関係で人種差別が顕著だった」「それが暴力行為や屈辱をもたらした」と述べる。
- 2022年6月「奴隷制」英国の国王チャールズ3世は、ルワンダで開催した第26回英連邦首脳会議で「多くの人々の苦しみに対する個人的な悲しみの深さは言い表すことができない」と述べる。
- 2023年11月1日「マウマウ団の乱（1950年代）弾圧時に数千人を虐殺」英国の国王チャールズ3世は、訪問先のケニアで「忌まわしく、正当化できない暴力行為があった」「過去の過ちについて最も深い悲しみと遺憾」と表明するも、公式な謝罪はせず。[74]

## 謝罪・賠償要求
（日本については関連項目参照）
- ナミビア→ドイツ　ドイツが20世紀初頭に当時の植民地ナミビアで犯した虐殺。[75]
- インド→イギリス　英国の植民地時代に起こったアムリットサル事件（1919年4月13日）[76]
- アルメニア→トルコ　アルメニア人虐殺（19世紀末～20世紀初頭）
- アルジェリア→フランス「132年間にわたる植民地支配」2000年6月、アルジェリアのアブデルアジズ・ブーテフリカ大統領が訪仏、植民地支配についてフランスの「悔悛」を求める。
- ジャマイカ→イギリス　2015年9月「奴隷貿易に対する謝罪と賠償」ジャマイカを訪問したイギリスのキャメロン首相は賠償はしないと言明、「未来を築き続けよう」と述べる[77]
- 韓国→アメリカ　2016年5月26日「広島市への原子爆弾投下」オバマ大統領の広島訪問の前に韓国人被爆者らがソウルにあるアメリカ大使館の前で26日に集会を行い、韓国人原爆犠牲者慰霊碑に献花するよう求め、アメリカ政府に謝罪と賠償を訴えた。27日にも広島平和記念公園で集会をし、オバマ大統領に直接謝罪要求の書簡を渡したいとしている[78]。
- イギリス、ベトナム→韓国[注釈 2]　「ベトナム戦争時のライダイハン」2017年9月12日にイギリスで設立された市民団体「ライダイハンのための正義」に参加したジャック・ストロー元外相は基調講演で、「ベトナムで韓国兵が行った性的暴行は重大な人権問題だ。被害女性が求めているのは賠償ではなく謝罪。韓国政府は女性たちに謝罪すべきだ。人権重視の英国から被害実態を調査することを国際社会に求めたい」と述べた。韓国兵は多くのベトナム女性に性的暴行を加えたり、慰安婦として強制的に慰安所で働かせていたりした、とされる[79]。2019年7月下旬には、彫刻家のレベッカ・ホーキンスによって制作された「ライダイハン像」がロンドン中心部の公園で一般公開された[80]。
- メキシコ→スペイン、カトリック教会　2019年3月25日「1519年から約300年続いたスペイン統治時代の暴虐」メキシコのロペス・オブラドール大統領が、スペイン政府とローマ法王に謝罪を要求。「かつて大虐殺と抑圧があった。剣と十字架による侵略が行われ、彼らは先住民たちの神殿の上に教会を築いた」と述べる。[81]
- ギリシャ→ドイツ　2019年4月17日、ギリシャ議会は、第二次世界大戦中のナチス・ドイツによる占領に伴う損害賠償を、ドイツ政府に正式に要求する方針を可決。ギリシャ議会の委員会は2016年、被害額は3000億ユーロ（約38兆円）超と試算している。[82]
- 韓国→アメリカ　2019年6月28日「広島市への原子爆弾投下」ドナルド・トランプ大統領が米韓首脳会談のため29日に訪韓するのを前に、韓国原爆被害者協会や韓国原爆２世患友会が28日、ソウルで集会を開き、広島と長崎に原爆を投下したアメリカの責任を巡り、トランプに謝罪と賠償を求め、アメリカ大使館の周辺を行進した。同協会の李圭烈会長は「米国に対し、加害の責任を認めて謝罪することを強く求める」と述べた[83]。
- アルジェリア→フランス「132年間にわたる植民地支配」2020年7月4日、アルジェリアのアブデルマジド・テブン大統領がフランスからの謝罪を「待っている」と表明。[84]
- ポーランド→ドイツ　2022年9月1日、ポーランド政府は、第2次大戦中のナチス・ドイツの侵攻と占領による損害が約6兆2000億ズロチ（約183兆円）に上るとの試算を公表し、ドイツ政府に賠償交渉を求める方針を示す。[85]
- メキシコ→スペイン、カトリック教会　2020年10月10日「ローマ・カトリック教会による先住民迫害」ロペス・オブラドール大統領はローマ・カトリック教会が先住民迫害に関与したことを謝罪するよう、フランシスコ教皇に書簡で求めた。スペイン人が1521年にメキシコに到達した後の「最も非難されるべき残虐行為」について、スペイン国王と同国政府、バチカンのカトリック教会は謝罪すべきだと述べた。その上で、スペインと教会は「われわれから寛容な態度を受けるのに値するが、それだけではなく、彼らの信仰や文化を冒涜（ぼうとく）する行為を二度としないと誠実に公約してしかるべきだ」と強調[86]。
- アルジェリア→フランス「フランスによる植民地支配」2017年7月5日、アルジェリアのアブデルアジズ・ブーテフリカ 大統領は、132年にわたってアルジェリアを植民地支配したフランスからの謝罪を要求。[87]
- 仏領ポリネシア→フランス「1966年～96年に実施した193回の核実験」2021年7月27日、タヒチ島を訪れたマクロン大統領は「フランスは核実験を繰り返してきたという借りがある」と演説。実験情報の開示や補償に向けた健康調査の加速を約束するも、謝罪は口にせず。[88]
- ジャマイカ→イギリス「英王室が関与した奴隷貿易」2022年3月22日、ジャマイカの首都キングストンでデモ隊が集結、ウィリアム王子とキャサリン妃の公式訪問に抗議し、奴隷貿易への賠償と謝罪を要求する。[89]
- メキシコ→スペイン「アステカ王国征服と約300年にわたる植民地支配」2024年10月1日、シェインバウム前メキシコ市長は、謝罪要求に応じていないとして、自身の大統領就任式に国王フェリペ6世を招待せず。スペインが反発し、政府当局者も就任式に欠席する。[90]
- 英連邦→イギリス「奴隷貿易」2024年10月26日、イギリス連邦は首脳会議で、奴隷貿易によって被害を受けた国への賠償について協議を始めることで合意する。英国のキア・スターマー首相は「首脳会議では金銭に関する議論はなかった。その点についてわれわれの立場は非常に明確だ」と述べ、金銭による賠償以外の方法を模索する考えを示す。一方、チャールズ国王は25日のスピーチで「英連邦全ての人々の話を聞き、過去の最も痛ましい側面がいかに今も響き続けているか分かった」「われわれが歴史を理解することは、将来正しい選択をするための指針として極めて重要だ」と述べる。[91][92]
- 遺族の会「天安門の母」→中国政府「六四天安門事件」中国共産党政権が学生らの民主化運動を武力弾圧し、多くの学生らが死亡。
- 仏領ポリネシア→フランス「30年以上にわたる核実験」2025年6月17日、フランス議会は、核実験に関する調査報告書を公表し、被ばくした被害者への補償制度の改善を勧告するとともに、政府に謝罪を求める。

## 文化財の返還
- 2016年3月9日「ベニン王国から略奪したニワトリ像撤去」ケンブリッジ大は構内にあるニワトリの銅像が、かつて西アフリカにあったベニン王国から略奪されたものだとして撤去。
- 2021年10月27日「ベニン王国から略奪したニワトリ像」ケンブリッジ大のジーザス・カレッジは、おんどりの青銅彫刻をナイジェリア当局に返還。ベニン王国を1897年に英国軍が報復攻撃した際、遠征部隊が略奪した数百点の彫刻像の一つ。[93]
- 2022年2月21日「モアイ像モアイ・タウ」チリの国立自然史博物館は、イースター島の先住民ラパヌイから150年前に奪ったモアイ像を返還すると発表。チリ海軍が1870年、本土に持ち帰り、自然史博物館に展示されていた。[94]
- 2022年5月30日、「植民地時代のナミビアから略奪された宝石や生活道具などの文化財23点」無期限の貸与という形でドイツからナミビアに戻される。